# Kanton Châlons-en-Champagne-2
Kanton Châlons-en-Champagne-2 (fr. Canton de Châlons-en-Champagne-2) je francouzský kanton v departementu Marne v regionu Champagne-Ardenne. Tvoří ho 19 obcí. Před reformou kantonů 2014 ho tvořilo 11 obcí.

## Obce kantonu
od roku 2015:
| - Aigny - Aulnay-sur-Marne - Châlons-en-Champagne (část) - Champigneul-Champagne - Cherville - Condé-sur-Marne - Les Grandes-Loges - Isse - Jâlons - Juvigny | - Matougues - Recy - Saint-Gibrien - Saint-Martin-sur-le-Pré - Saint-Pierre - Thibie - La Veuve - Villers-le-Château - Vraux |

před rokem 2015:
- Aigny
- Condé-sur-Marne
- Châlons-en-Champagne (část)
- Les Grandes-Loges
- Isse
- Juvigny
- Recy
- Saint-Étienne-au-Temple
- Saint-Martin-sur-le-Pré
- La Veuve
- Vraux